# Иордаке Ставраки
Иордаке Ставраки (молд. и рум. Iordache Stavrachi) — господарь Молдавского княжества с 20 августа по 7 декабря 1749 года.
Ставраки занимал престол после низложения Константина IV Маврокордато и перед прибытием в Молдову господаря Константином V Раковицэ. До этого он занимал должность спатара, и был вдохновителем фискальной политики Константина Раковицэ, который повысил налоги, спровоцировав недовольство бояр и населения. В дальнейшем Ставраки стал капукехаем (представителем) Константина Раковицэ в Порте, однако его деятельность против господаря привела к его низложению в 1757 году. Ставраки был повешен в Стамбуле по приказу султана после жалобы валашской знати, с которыми Ставраки поссорился после прибытия в регион в качестве доверенного лица господаря Штефана Раковица.